# Médio Tejo
Médio Tejo (port. Médio Tejo ComUrb) – pomocnicza jednostka administracji samorządowej w dystrykcie Santarém w Portugalii. W skład zespołu wchodzi 11 gmin (posortowane według liczby mieszkańców): Tomar, Abrantes, Torres Novas, Entroncamento, Alcanena, Ferreira do Zêzere, Mação, Vila Nova da Barquinha, Sardoal, Constância oraz Vila de Rei. W roku 2001 populacja zespołu wynosiła 191 617 mieszkańców.